# Montanismo
Il montanismo, o catafrigismo (dalla Frigia, regione dell'Anatolia di cui era originario), fu un movimento religioso risalente alle origini del cristianesimo (II secolo). Il nome deriva da quello del suo fondatore Montano, forse un ex-sacerdote della dea Cibele, che sosteneva di parlare in nome dello Spirito Santo e di avere visioni profetiche su vari ambiti della fede, con prevalenza sul ritorno di Cristo. In un primo tempo, i montanisti furono conosciuti come frigiani, o quelli tra i frigiani (oi kata Phrygas), poi con il nome di pepuziani, montanisti e catafrigiani.
Il montanismo si diffuse dapprima in Frigia e nelle zone vicine, e si espanse poi rapidamente in tutto l'Impero romano, in un periodo in cui il cristianesimo era generalmente tollerato o legale. Nonostante la prevalenza della corrente ortodossa del cristianesimo, che aveva «bollato» il montanismo come un'eresia nonostante lo avesse inizialmente approvato, questo movimento sopravvisse in zone isolate fino all'VIII secolo. 
Il più noto montanista fu Tertulliano. Il montanismo fu condannato dai decreti imperiali di Costantino il Grande, nel Concilio di Costantinopoli del 381, dal Sinodo Trullano del 692 e da Leone Isaurico nel 722.
Le professe Massimilla e Priscilla iniziarono la predicazione assieme a Montano nel 156 (o 157). Sia Priscilla che Massimilia erano oggetto di estasi, che rafforzavano la loro predicazione e che furono alla base del contenuto profetico principale e alcuni degli oracoli del movimento. I vescovi della regione, come Zotico di Cumana e Giuliano d'Apamea, furono talmente preoccupati da queste estasi che, dopo la morte di Montano, tentarono senza successo di esorcizzare Massimilla a Pepuza, ma furono fermati da un certo Temisone. Questo personaggio veniva definito confessore ma, secondo Eusebio di Cesarea, si era comprato l'appellativo. Quando infine Massimilla fu scomunicata esclamò: «Come un lupo (ovvero un falso profeta – Matteo 7,15) sono tenuto lontano dalle pecore, ma io non sono un lupo: sono parola, spirito, potenza».
Massimilla morì nel 179. Il suo ultimo atto fu quello di profetizzare l'imminente Parusia, predicata anche dagli apostoli. Nonostante l'inesattezza di questa profezia, il movimento montanista continuò a godere di molta popolarità per molti secoli. Priscilla continuò a dirigere il gruppo all'inizio del III secolo, assieme alla profetessa Quintilla.

## Il montanismo dopo la morte dei suoi fondatori
Nonostante la persecuzione dell'imperatore Settimio Severo (173-211) del 193 il montanismo continuò a diffondersi in Asia Minore, Tracia, Africa proconsolare (Cartagine), Gallia (Lione) e nella stessa Roma, dove diventarono famose le scuole montaniste di Eschine e Proclo. Neanche la condanna ufficiale (202) da parte del papa Zefirino fermò il movimento; secondo Tertulliano il papa Eleuterio era incline ad approvare le nuove profezie, ma fu dissuaso da Prassea. Il difensore più agguerrito delle idee montaniste a Roma era Proclo, molto stimato da Tertulliano stesso.
Egli fu protagonista di una disputa con un certo Gaio alla presenza del papa Zefirino (forse intorno al 202-3). Dato che Gaio sosteneva le posizioni della Chiesa, Eusebio lo definiva Ecclesiastico, ma, allo stesso tempo, si dilettava nell'evidenziare la parte della disquisizione in cui Gaio negava che Giovanni fosse l'autore dell'Apocalisse, opera che attribuiva a Cerinto. Gaio, tuttavia, era il meno ortodosso dei due, dato che sappiamo dal commentario sull'Apocalisse di Dioniso bar Salibi, uno scrittore siriaco del XII secolo, che rifiutava sia il Vangelo sia le Epistole di Giovanni, e attribuiva tutte queste opere a Cerinto. Fu proprio contro Gaio che Ippolito di Roma scrisse le sue Tesi contro Gaio e la Difesa del Vangelo e dell'Apocalisse di Giovanni (se questi non sono due titoli per la stessa opera). Epifanio di Salamina trasse spunto da queste opere per la sua cinquantunesima eresia (Filastrio, Haereses LX), e poiché tale eresia non aveva alcun nome, inventò quello di Alogi, intendendo fin dall'inizio «irragionevoli» e «coloro che rifiutano il Logos». Da questa disputa si può dedurre che Gaio fu portato a rifiutare il Vangelo secondo Giovanni dalla sua opposizione a Proclo, che insegnava che «lo Spirito Santo era negli Apostoli, ma non c'era il Paraclito. Il Paraclito rivelò attraverso Montano più di ciò che Cristo aveva rivelato nel Vangelo, e non solo più, ma anche meglio e cose più grandiose»; pertanto la promessa del Paraclito non era per gli Apostoli ma per i loro successori. In base a questi fatti, la vecchia nozione che gli Alogi fossero una setta asiatica non è più sostenibile; essi erano Gaio e i suoi seguaci romani, se mai ne ebbe. Ma Gaio evidentemente non si azzardò a rifiutare il Vangelo secondo Giovanni nella sua disputa di fronte a Zefferino, il racconto della quale era noto sia a Dionisio di Alessandria che a Eusebio.
In ogni caso il montanismo continuò a diffondersi per tutto il III e IV secolo. Il più famoso sostenitore dei montanisti fu senza dubbio Tertulliano, una volta campione dell'ortodossia, che descrisse nel De pallio la sua conversione, avvenuta poco dopo essere venuto a conoscenza degli insegnamenti montanisti (circa 202-203). I suoi scritti da questa data in poi diventarono sempre più polemici nei confronti della Chiesa cattolica dalla quale si distaccò definitivamente intorno al 207. Il suo primo scritto montanista fu una difesa della nuova profezia in sei libri, De Ecstasi, probabilmente scritto in greco; a questi aggiunse poi un settimo libro in replica ad Apollonio. Il lavoro è andato perduto, ma una frase preservata da Praedestinatus (XXVI) è degna di nota: «In questo solo noi differiamo: nel fatto che rifiutiamo il secondo matrimonio, e che non rifiutiamo la profezia di Montano sul futuro giudizio». Tertulliano considerava legge assoluta le raccomandazioni di Montano di evitare secondi matrimoni e non scappare dalle persecuzioni. Negava, inoltre, la possibilità del perdono dei peccati da parte della Chiesa; insisteva sui digiuni e le astinenze di recente istituiti. Secondo lo scrittore, la Chiesa cattolica era formata da ingordi e adulteri che odiavano digiunare e amavano risposarsi e vivere nell'adulterio. Tertulliano non fece alcun pellegrinaggio a Pepuza, ma parlava di essere presente in spirito alle celebrazioni montaniste in Asia Minore.
Tertulliano morì verso il 223, o non molto dopo; un gruppo di tertullianisti gli sopravvisse e i rimanenti si riconciliarono con gli ortodossi grazie ad Agostino d'Ippona.
Il movimento si espanse fino al IV secolo, quando iniziò il suo declino a causa del favore goduto dalla Chiesa ortodossa presso l'imperatore Costantino I, per arrivare al Concilio di Costantinopoli del 381 in cui esso venne dichiarato eretico.
L'autore anonimo del Praedestinatus narrava che intorno al 392–394 una matrona africana, Ottaviana, moglie di Esperio, un favorito del magister militum Arbogaste, e l'usurpatore Eugenio, portarono a Roma un predicatore tertullianista che delirava come se fosse indemoniato. Qui operò molte conversioni e, grazie al fatto che i martiri a cui era dedicata erano stati montanisti, ottenne per la sua congregazione l'uso della chiesa dei Santi Processo e Martiniano sulla Via Aurelia. Fu però costretto a fuggire dopo la vittoria di Teodosio I. Di lui e di Ottaviana non si seppe più nulla.
In seguito Epifanio di Salamina distinse una setta di montanisti con il nome di pepuziani o quintilliani (chiamava Priscilla anche Quintilla). Riguardo costoro narrava che avevano degli sciocchi detti in cui ringraziavano Eva per avere mangiato dell'Albero della conoscenza del bene e del male, che dormivano a Pepuza per vedere Cristo come aveva fatto Priscilla e che spesso entravano nella loro chiesa sette vergini munite di lampade e vestite di bianco, per profetizzare ai fedeli, che con la loro eccitazione spingevano fino al pianto. Raccontava anche che questi eretici avevano donne per vescovi e preti, in onore di Eva. Costoro venivano chiamati anche «artotiriti», perché il loro sacramento consisteva di pane e formaggio. Praedestinatus affermava che i pepuziani non differivano realmente dagli altri montanisti, ma disprezzavano tutti coloro che non dimoravano nella «Nuova Gerusalemme». Nell'antichità circolava una storia secondo la quale i montanisti (o almeno i pepuziani) durante una particolare festa prendevano un bambino e gli conficcavano nel corpo degli spilli di ottone. Usavano poi il sangue che ne fuoriusciva per impastare il pane per l'eucaristia. Se il bambino moriva veniva considerato come un martire; se viveva come un alto prelato. Questa storia senza dubbio era una pura invenzione, e fu negata specialmente nel De Ecstasi di Tertulliano. Un altro nomignolo assurdo con cui veniva indicata la setta era Tascodrugitoe, dalle parole frigiane che significavano piolo e naso, perché si diceva che quando pregavano infilassero il loro indice nel naso «per apparire contriti e pii».
È interessante leggere anche il resoconto delle dottrine montaniste di Girolamo, scritto nel 384 come credeva fossero ai suoi tempi. Li descriveva come sabelliani per le loro idee sulla Trinità, diceva che vietavano il secondo matrimonio e che osservavano tre Quaresime «come se avessero sofferto tre Salvatori». Nella gerarchia, sopra i vescovi avevano dei Cenones e, sopra questi, dei patriarchi che risiedevano a Pepuza. Chiudevano la porta della Chiesa a pressoché tutti i peccati. Dicevano, inoltre, che Dio, non essendo stato capace di salvare il mondo attraverso Mosè e i Profeti, si incarnò nella Vergine Maria, e in Cristo, suo figlio, predicò e morì per gli uomini. E poiché non poté portare a termine la salvezza del mondo con questo secondo metodo lo Spirito Santo discese su Montano, Prisca e Massimilla, dando loro la pienezza che Paolo di Tarso non ebbe mai. Girolamo rifiutava di credere alla storia del sangue del bambino, ma il suo racconto era già esagerato rispetto a quello che ammettevano gli stessi montanisti. Origene Adamantio era incerto se definirli scismatici o eretici. Basilio Magno si stupiva del fatto che Dionisio di Alessandria considerava il loro battesimo valido. Secondo Filastrio battezzavano i morti. Sozomeno narrava che osservavano la Pasqua il 6 aprile o la domenica seguente. Germano di Costantinopoli riportava che insegnavano di otto cieli e di otto gradi di dannazione.
Gradualmente i montanisti divennero una piccola setta segreta. Ancora nel VI secolo, per ordine dell'imperatore Giustiniano I, Giovanni di Efeso guidò una spedizione a Pepuza per reprimere la setta e distruggere il locale tempio montanista, che era stato edificato attorno alle tombe di Montano, Priscilla e Massimilla. Infine, nel 722, si hanno notizie di una repressione di questo movimento da parte dell'imperatore d'Oriente Leone III l'Isaurico. Si tratta dell'unica traccia dei montanisti successiva alla repressione di Giovanni di Efeso, ma, più probabilmente, non riguarda propriamente i montanisti ma altri gruppi.

## Dottrina montanista
Il montanismo non aveva un vero apparato dottrinale, si basava invece sulla dottrina cristiana modificata da una serie di comportamenti e precetti. I contrasti con la Chiesa cattolica ortodossa erano sorti perché i montanisti affermavano la superiorità dei loro profeti sul clero istituzionale e permettevano, in aperto contrasto con la Chiesa “ufficiale”, la partecipazione delle donne ai riti, soprattutto la loro centralità nelle rivelazioni e nelle profezie: Massimilla e Priscilla su tutte. Erano inoltre convinti che le profezie dei loro fondatori completassero e riscoprissero la dottrina proclamata dagli apostoli. Altri contrasti sorgevano anche perché i montanisti prediligevano le profezie in condizione di estasi, in contrasto con l'approccio più rigido e disciplinato della teologia dominante nell'ortodossia cristiana. Essi erano anche convinti che i cristiani che si allontanavano dalla grazia divina non potessero redimersi, in contrasto con l'idea cristiana che il pentimento potesse portare a una remissione dei peccati da parte della Chiesa. Secondo la visione montanista, i profeti erano messaggeri di Dio e parlavano in sua vece ai credenti: "Io sono il Padre, il Figlio e il Paraclito", diceva Montano. Questa comunicazione dello Spirito di Dio che parlava tramite il profeta, è descritta così da Montano: "Ecco, l'uomo è come una lira e io vi scorro sopra come un archetto; l'uomo dorme, e io veglio; ecco, è il Signore che immerge i cuori degli uomini nell'estasi e che dà un cuore agli uomini".
Una forte enfasi era posta sull'eliminazione del peccato, attuata praticando la castità, evitando i secondi matrimoni, e in rari casi il matrimonio stesso. Osservavano, inoltre, periodi di digiuno molto severi, erano inflessibili con chi commetteva i peccata graviora (adulterio, omicidio e apostasia), arrivando a condannare coloro che fuggivano le persecuzioni, lodando invece l'autodenuncia. Tuttavia il vero punto focale del movimento era lo spirito millenarista, l'attesa della parusia, suggerita, forse, dall'influenza sul mondo cristiano dell'epoca che ebbe l'Apocalisse di Giovanni. Tale credenza aveva come conseguenza la totale assenza di interesse per il mondo e per la storia, ritenuti cose che presto sarebbero finite. La stessa credenza rendeva i seguaci della dottrina montanista moralmente poco flessibili.
Alcuni montanisti erano anche quartodecimani, cioè celebravano la Pasqua il quattordicesimo giorno del mese ebraico di Nissan (periodo tra marzo e aprile, il cui inizio era stabilito dalla luna di marzo), indipendentemente dal giorno della settimana, e non nella domenica successiva.

## Enfasi sul martirio
Montano predicava che, se qualcuno fosse morto da martire, gli sarebbero stati rimessi tutti i peccati a causa della sua fede in Cristo e sarebbe andato in paradiso. Questo condusse molti dei suoi seguaci a fuggire da ogni depravazione, nel momento in cui venivano a sapere che sarebbero stati martirizzati. Marco Aurelio scrisse di Montanisti che si erano gettati volontariamente nelle arene dei gladiatori, proclamando "Uccidimi, sono un cristiano!". Questo condusse alla percezione da parte di molti nell'Impero romano che i Cristiani erano dei pazzi disturbatori della pace. Ciò anche se il Montanismo e le sue pratiche eccentriche erano seguite solamente da una piccola minoranza della popolazione cristiana nell'impero. Non bisogna del resto generalizzare tali eccessi, attribuendoli a tutti i Montanisti, bensì solo ad alcuni estremisti.
Una totale avversione per qualsiasi forma di governo, sia religioso che politico, portava i membri del movimento a praticare forme di notevole indipendenza dalle autorità, mostrando disinteresse per le relative sanzioni, ivi inclusa la pena capitale. A tale proposito - e per evidenziare i limiti di questo modo di pensare - si racconta di un certo Quinto Frigio, confrontato al martire Policarpo di Smirne. Quinto si era autodenunciato come cristiano, per mostrare il suo disprezzo della vita e dell'autorità, ma poi sotto le minacce e i supplizi fece atto di apostasia. Policarpo, invece, affrontò il martirio senza cercarlo, testimoniando la sua fede fino alla fine. Non si può tuttavia sottacere che la maggior parte dei Montanisti andò incontro al martirio con serenità assoluta. Proprio per questo i montanisti si mostravano assai più rigidi della Chiesa istituzionale nei riguardi di coloro che rinnegavano la fede.

## Accuse al montanismo
Secondo Eusebio, i profeti erano accusati di sollecitare regali sotto forma di offerte, Montano inviava predicatori stipendiati, le profetesse si truccavano il viso, tingevano le loro palpebre con stibium, portavano ornamenti e giocavano a dadi. Ma queste accuse molto probabilmente sono dei falsi successivi, delle calunnie a scopo di discredito. Il punto centrale era il modo di profetizzare. Esso veniva denunciato come contrario ai costumi e alla tradizione ecclesiale romana. Uno scrittore cattolico, Milziade, scrisse un libro al quale si riferisce un autore anonimo a cui si ispirò Eusebio, "Come un profeta non dovrebbe parlare in estasi". Qui veniva specificato che a suo avviso i fenomeni carismatici montanisti erano quelli della possessione, non quelli dei profeti dell'Antico Testamento o dei profeti del Nuovo Testamento come Sila, Agabus o le figlie di Filippo il Diacono, nemmeno dei profeti recentemente conosciuti in Asia, quali Quadrato (vescovo di Atene) e Ammia, profetessa di Filadelfia di cui i profeti montanisti si vantavano di essere i successori, ma era una argomentazione del tutto inconsistente. Parlare in prima persona come il Padre o il Paraclito appariva blasfemo. Gli antichi profeti avevano parlato "in Nome dello Spirito", come bocche dello Spirito, ma avevano volontà propria, non erano inermi in uno stato di pazzia, cosa che infatti non avveniva mai nel montanismo, se non in pochi casi sporadici, isolati e condannati, che i nemici del movimento estendevano alla sua globalità.
Un argomento di contrasto migliore si basava sull'affermazione montanista circa la nuova profezia come di ordine superiore rispetto alla vecchia, e perciò diversa. Pertanto, secondo i suoi nemici, Montano si sentiva superiore agli Apostoli e anche oltre l'insegnamento di Cristo. Probabilmente anche queste tesi sono forzate ed è molto più verosimile che il montanismo rispondesse all'istituzionalizzazione del cristianesimo e allo spegnersi crescente del carisma profetico, senza per questo  identificarsi con lo Spirito di Dio.